# Euhygia brevicornis
Euhygia brevicornis là một loài ruồi trong họ Tachinidae.